# Hiperconjugación
En química orgánica, la hiperconjugación es la interacción estabilizante que resulta de la interacción de los electrones en un enlace sigma (generalmente C-H o C-C) con un orbital p adyacente vacío, no enlazante o antienlazantes, o con un orbital p lleno para producir un orbital molecular extendido, que incrementa la estabilidad del sistema. Solo los electrones en los enlaces que son β al átomo de carbono con carga positiva pueden estabilizar un carbocatión por hiperconjugación.

## Historia
El término fue introducido en 1939 por Robert S. Mulliken en el curso de su trabajo sobre espectroscopia UV de moléculas conjugadas. Mulliken observó que al agregar grupos alquilo a los alquenos, el espectro se corría a longitudes de onda más largas. Este corrimiento batocrómico es bien conocido en los compuestos conjugados tales como el butadieno. También fue el primero en atribuir el menor calor de hidrogenación para estos compuestos sustituidos (comparado con aquellos sin sustitución) a la hiperconjugación. Un efecto anterior al concepto de hiperconjugación de 1939 es el efecto Baker-Nathan, reportado en 1935.

## Aplicaciones
La hiperconjugación puede ser usada para racionalizar una variedad de otros fenómenos químicos, incluyendo el efecto anomérico, el efecto gauche, la barrera rotacional del etano, el efecto beta-silicio, la frecuencia vibracional de los grupos carbonilo exocíclicos, y la estabilidad relativa de los carbocationes sustituidos. La hiperconjugación es propuesta por el modelo mecánico cuántico para la explicación correcta de la preferencia de la conformación alternada, en vez de la noción de los antiguos libros de texto de efectos estéricos.

### Barrera rotacional del etano
Un aspecto en el que la hiperconjugación puede ser una explicación química en la racionalización de la barrera rotacional del etano. Se ha aceptado desde la década de 1930 que las conformaciones alternadas del etano eran más estables que las conformaciones eclipsadas. Wilson probó que la barrera energética entre cualquier par de conformaciones eclipsada y alternada era aproximadamente 2,7578 kcal/mol, y la racionalización generalmente aceptada para esto eran las interacciones estéricas entre los átomos de hidrógeno.
Sin embargo, en su informe publicado en el 2001, Pophristic y Goodman revelaron que esta explicación podría ser demasiado simplificada. Goodman se enfocó en tres factores físicos principales: interacciones hiperconjugativas, repulsión de intercambio definida por el principio de exclusión de Pauli, así como interacciones electrostáticas (interacciones coulómbicas). Comparando una molécula de etano tradicional y una molécula de etano hipotética con todas las interacciones de repulsión eliminadas, fueron preparadas curvas potenciales representando la energía respecto al ángulo torsional para cada molécula. El análisis de las curvas determinó que la conformación alternada no tiene conexión con la cantidad de repulsión electrostática en la molécula. Estos resultados demostraron que las fuerzas de Coulomb no explican las conformaciones alternadas favorecidas, a pesar del hecho de que el estrechamiento del enlace central disminuye las interacciones electrostáticas. Goodman también llevó a cabo estudios para determinar la contribución de las interacciones vecinales (entre dos grupos metilo) vs. geminal (entre los átomos en un mismo grupo metilo) a la hiperconjugación. En experimentos separados, las interacciones geminales y vecinales fueron eliminadas, y el confórmero más estable para cada interacción fue deducida.
Tabla 1: Ángulos Torsionales Resultantes, Basados en la Eliminación de los Efectos Hiperconjugativos.
| Interacción Hiperconjugativa Eliminada | Ángulo Torsional (°) | Confórmero Correspondiente |
| Sin eliminación                        | 60°                  | Alternado                  |
| Sin hiperconjugación                   | 0°                   | Eclipsado                  |
| Sin hiperconjugación vecinal           | 0°                   | Eclipsado                  |
| Sin hiperconjugación geminal           | 60°                  | Alternado                  |

De estos experimentos, puede concluirse que los efectos hiperconjugativos deslocalizan la carga y estabilizan la molécula. Más aún, son los efectos hiperconjugativos vecinales los que mantienen a la molécula en la conformación alternada. Gracias a su trabajo, el modelo consecuente de la estabilización de la conformación del etano es ahora el más aceptado:
La hiperconjugación puede explicar también otros fenómenos cuya explicación puede no ser tan intuitiva como la barrera rotacional del etano. Un ejemplo es las explicaciones para ciertas estructuras de Lewis. La estructura de Lewis para un ion amonio indica una carga positiva en el átomo de nitrógeno. Sin embargo, en realidad los átomos de hidrógeno son más electropositivos que el nitrógeno, y de ahí que son los verdaderos portadores de la carga positiva. Conocemos esto intuitivamente porque las bases eliminan a los protones, en contraposición al átomo de nitrógeno.

### Efecto en las propiedades químicas
La hiperconjugación tiene efecto en varias propiedades químicas.
1. Longitud de enlace: Se ha sugerido que la hiperconjugación es un factor clave en el acortamiento del enlace σ en tales sistemas. Por ejemplo, los enlaces simples C-C en el 1,3-butadieno y el metilacetileno tienen una longitud aproximada de 1.46 angstrom, mucho menor al valor de 1.54 angstrom encontrado en los hidrocarburos saturados. Esto es debido principalmente a la hiperconjugación, que le da un carácter parcial de doble enlace al enlace.
2. Momento dipolar: El gran incremento en el momento dipolar del 1,1,1-tricloroetano en comparación con el cloroformo puede ser atribuido a estructuras hiperconjugadas.
3. El calor de formación de tales moléculas es mayor que la suma de sus energías de enlace, y los calores de hidrogenación por enlace doble son menores que el calor de hidrogenación del etileno.
4. Estabilidad de carbocationes:

(CH3)3C+ > (CH3)2CH+ > (CH3)CH2+ > CH3+
El enlace σ C-C adyacente al catión es libre de rotar, y al hacer esto, los tres enlaces σ C-H del grupo metil intervienen en la interacción estabilizante.

### Hiperconjugación en compuestos insaturados
Los primeros estudios en hiperconjugación fueron desarrollados por Kistiakowsky et al. Su trabajo, publicado por primera vez en 1937, pretendía ser un reporte preliminar de progreso de estudios termoquímicos de los cambios de energía durante las reacciones de adición de varios compuestos insaturados y cíclicos. Este trabajo pionero conduciría a muchos a investigar los enigmáticos hallazgos del grupo.

Kistiakowsky y sus compañeros investigadores recolectaron datos de calor de hidrogenación durante las reacciones en fase gaseosa de varias especies conteniendo un enlace doble. Cuando se compara la adición de hidrógeno a propileno, 1-buteno, 1-hepteno, t-butiletileno, neopentiletileno y finalmente isopropiletileno, los respectivos grupos metilo, etilo, n-amilo, isopropilo, t-butilo y neopentilo son igualmente efectivos en disminuir la voracidad del enlace doble para la adición del hidrógeno. Los valores de ΔH de tres compuestos en la forma de R2C=CH2 resultaron ser iguales (con un margen de 0.2 kcal/mol). 
Una parte del trabajo de Kistiakowsky involucraba una comparación de otros compuestos insaturados en la forma de CH2=CH(CH2)n-CH=CH2 (n=0,1,2). Estos experimentos revelaron un resultado importante, cuando n=0, hay un efecto de conjugación a la molécula, donde el valor de ΔH es disminuido en 3.5 kcal. Esto es comparable a la adición de dos grupos metilo al doble enlace. Kistiakowsky también investigó sistemas de cadena abierta, donde el valor más largo de calor liberado resultó ser durante la adición a una molécula en la posición 1,4. Las moléculas cíclicas probaron ser las más problemáticas, al encontrarse que le tensión de la molécula tiene que considerarse. La tensión de los anillos de cinco miembros se incrementaba con una disminución del grado de insaturación. Esto era un resultado sorprendente que fue investigado posteriormente en un trabajo con anhídridos de ácido y lactonas cíclicas. Las moléculas cíclicas como el benceno y sus derivados también fueron estudiadas, y sus comportamientos fueron diferentes de otros compuestos insaturados.
A pesar de la thoroughness del trabajo de Kistiakowsky, no estaba completo y necesitaba mayores evidencias para respaldar sus hallazgos. Su trabajo fue un primer paso crucial para los inicios de los efectos de conjugación e hiperconjugación.

### Estabilización del 1,3-butadiino y 1,3-butadieno
La conjugación del 1,3-butadieno fue evaluado primero por Kistinkowsky, se encontró una contribución conjugativa de 3.5 kcal/mol basándose en la comparación energética de la hidrogenación entre las especies conjugadas y los análogos no conjugados. Rogers et al., quienes usaron el método aplicado por primera vez por Kistiakowsky, reportaron que la estabilización por conjugación del 1,3-butadiino era cero, puesto que la diferencia de ΔhidH entre la primera y segunda hidrogenación era cero. Los calores de hidrogenación (ΔhidH) fueron obtenidos por el método de química cuántica computacional MP2.

Otro grupo dirigido por Houk et al., sugirió que los métodos empleados por Rogers y Kistiakowsky eran inapropiados, porque las comparaciones de calor de hidrogenación evaluaban no sólo los efectos conjugativos, sino también otras diferencias estructurales y electrónicas. Obtuvieron -70.6 kcal/mol y -70.4 kcal/mol para la primera y segunda hidrogenación, respectivamente, por cálculos ab initio, lo que confirmó los datos de Rogers. Sin embargo, interpretaron los datos de forma diferente, tomando en cuenta la estabilización por hiperconjugación. Para cuantificar el efecto de hiperconjugación, they designed bellowing isodesmic reactions en el 1-butino y 1-buteno.

La eliminación de las interacciones hiperconjugativas produce estados virtuales que tienen energías que son 4.9 y 2.4 kcal/mol mayores que las del 1-butino y 1-buteno, respectivamente. El uso de estos estados virtuales resultó en una estabilización conjugativa de 9.6 kcal/mol para el 1,3-butadiino y 8.5 kcal/mol para el 1,3-butadieno.

### Tendencias en hiperconjugación
Un trabajo relativamente reciente (2006) de Fernández y Frenking (2006) resumió las tendencias en la hiperconjugación entre varios grupos de moléculas acíclicas, usando análisis de descomposición de energía o EDA. Fernández y Frenking definen este tipo de análisis como "... un método que usa sólo los orbitales pi, de los fragmentos interactuantes en la geometría de la molécula para estimar interacciones pi." Para este tipo de análisis, la formación de enlaces entre varias entidades moleculares está compuesta de 3 términos componentes. ΔEelstat representa lo que Fernández y Frenking denominan las "atracciones electrostáticas cuasiclásicas” de una molécula. El segundo término, ΔEPauli, representa la repulsión de Pauli de la molécula. ΔEorb, el tercer término, representa las interacciones estabilizantes entre orbitales, y está definida como la suma de ΔEpi y ΔEsigma. La energía total de interacción, ΔEint, es el resultado de la suma de los 3 términos.

Un grupo cuyos valores de ΔEpi fueron analizados intensivamente fue el grupo de las enonas, que variaban en los sustituyentes. 
Fernández y Frenking reportaron que los sustituyentes metilo, hidroxilo y amino resultaban en una disminución de ΔEpi a partir del 2-propenal inicial. A su vez, los sustituyentes halogenuro de masa atómica creciente resultaron en el incremento de ΔEpi. Debido a tanto el estudio de la enona y el análisis de Hammett del estudio de los efectos de los sustituyentes (aunque en especies diferentes), Fernández y Frenking creyeron que comparando los dos para investigar posibles tendencias les podría conducir a un entendimiento significativo de sus propios resultados. Observaron una relación lineal entre los valores de ΔEpi para las enonas sustituidas y las constantes de Hammett correspondientes. La pendiente de la gráfica fue de -51.67, con un coeficiente de correlación de -0.97 y una desviación estándar de 0.54. Fernández y Frenking concluyeron a partir de esta información que ... "los efectos electrónicos de los sustituyentes R en la conjugación pi de los sistemas homo- y heteroconjugados es similar y parecer ser independiente de la naturaleza del sistema conjugado.".

### Hiperconjugación: Gronert vs. Schleyer
Gronert (ver modelo de Gronert) propuso una interacción repulsiva 1,3, también conocida como repulsión geminal, en vez de la hiperconjugación. Este modelo explica diferencias en las fuerzas de enlace basados en la liberación de tensión estérica diferencial como resultado de la ruptura del enlace. El punto clave en el modelo de Gronert es que las repulsiones 1,3 son el factor más importante en la determinación de la estabilidad de los enlaces C-C y C-H en los alcanos. 
Esta amplia suposición está basada en algunas suposiciones ya existentes:
1. Los calores de formación de los alcanos están determinados solo por interacciones de enlace 1,2 e interacciones de repulsión 1,3.
2. Todas las interacciones enlazantes C-H proveen la misma estabilización.
3. Todas las interacciones enlazantes C-C proveen la misma estabilización.
4. Las interacciones repulsivas 1,3 puedes ser agrupadas en interacciones C-C-C, C-C-H, y H-C-H.

El trabajo de Gronert es un paso lógico del trabajo hecho 50 años atrás por Dunitz, Schomaker, Bauld, Wiberg, Bickelhaupt, Ziegler y Schleyer. A partir de los resultados de estos grupos, Gronert dio un paso de fe al asumir que las interacciones repulsivas 1,3 no son uniformes y varían en magnitud, basándose en los grupos que están involucrados.
Método de Groner para evaluar calores de formación de alcanos, cicloalcanos, alqueno, y radicales alquilo:
{\displaystyle \mathrm {\Delta H_{f}=(n_{C-C}E_{C-C})+(n_{C=C}E_{C=C})+(n_{C-H}E_{C-H})+(n_{C-C-C}E_{C-C-C})+(n_{C-C-H}E_{C-C-H})+(n_{H-C-H}E_{H-C-H})-f(C,H)} }
donde:
- n = número de cada tipo de interacción o átomo,
- E = estabilizacion/desestabilización por interacción, y Ec = parámetro libre (término de corrección para el apareamiento de electrones en carbono atómico). El término final convierte a calor de formación, a partir de valores que son fundamentalmente energías de ionización (carbono gaseoso = 170,6 kcal/mol y átomos de hidrógeno = 52,1 kcal/mol).

Hay algunas justificaciones importantes para el modelo de Gronert:
1. Se espera repulsión geminal significativa, porque los grupos están separados por menos que la combinación de sus radios de van der Waals y no hay interacciones enlazantes. Los métodos computacionales también coinciden en que son importantes y de magnitud apropiada.
2. Está bien aceptado que las interacciones repulsivas 1,3 son importantes en la determinación de la estructura.
3. Las ramificaciones tienen un efecto fuerte en la estabilidad de los alcanos, no sólo el BDE. No hay evidencia actual de que las diferencias en la fuerza de los enlaces esté controlada por factores exclusivos al radical resultante. Su método da cuenta de la estabilidad de los alcanos y los radicales alquilo.
4. El modelo depende de las interacciones observadas en muchos sistemas y afecta tanto a la estructura y reactividad. Esto se basa en la teoría de que las interacciones no enlazantes de corto alcance son repulsivas, ie. efecto estérico.

La pregunta definitiva es: el modelo de Gronert se sostiene? Gronert clama que su modelo reproduce exitosamente datos aceptados sin recurrir a la hiperconjugación y puede explicar tendencias bien establecidas. Sin embargo, su conclusión llega con una advertencia: la repulsión geminal puede reemplazar absolutamente a la hiperconjugación. Solo da una explicación alternativa razonable.
El modelo de Schleyer tiene algunas diferencias marcadas con el modelo de Gronert. Usa un diseño de aditividad isodésmica que en su punto de vista reproduce los calores de formación para muchos alcanos, alquenos, alquinos y radicales alquilo. Todas las interacciones 1,3 son estabilizantes, así que soportan tanto a la ramificación, como a la hiperconjugación. Todos los parámetros ajustabls se originan de la suposición de que la magnitud de los efectos de estabilización en un carbono específico se facilitan cuando contribuye más de un sustituyente.
∆Hf = base – 2.15n(CH2) – 1,3CCC branching attraction – hyperconjugation
Crítica de Schleyer sobre Gronert:
1. El método de Gronert establece parámetros arbitrarios y ajustó los otros como
2. Gronert's method arbitrarily set parameters and adjusted the others as best fit averages of experimental hydrocarbon heats of formation.
3. Gronert's derived C-C and C-H bond energy values are higher than those accepted in the literature.
4. His model only uses 4 adjustable parameters (minimum chemically plausible) while Gronert's uses 7 ñ less is more?
5. 1 attractive geminal term that can alone reproduce data satisfactorily.
6. Well-established theories of branching, hyperconjugation and attenuation.
7. Depends only on energetic relationships between the simplest hydrocarbon molecules.